# Attinghausen
Attinghausen (toponimo tedesco) è un comune svizzero di 1 650 abitanti del Canton Uri.

## Geografia fisica
Attinghausen si trova sulla sponda sinistra del fiume Reuss a 468 m s.l.m. All'incirca 80 ettari (1,7%) sono coperti da strutture, tra cui 45 di residenze o costruzioni industriali e 15 da strade. I terreni agricoli occupano 1 651 ettari (35,3%), di cui 1 417 sotto forma di alpeggio. Il terreno boschivo occupa 820 ettari (17,5%). La maggior parte della superficie è tuttavia non produttiva (2 131 ettari, 45,5%).

## Monumenti e luoghi d'interesse

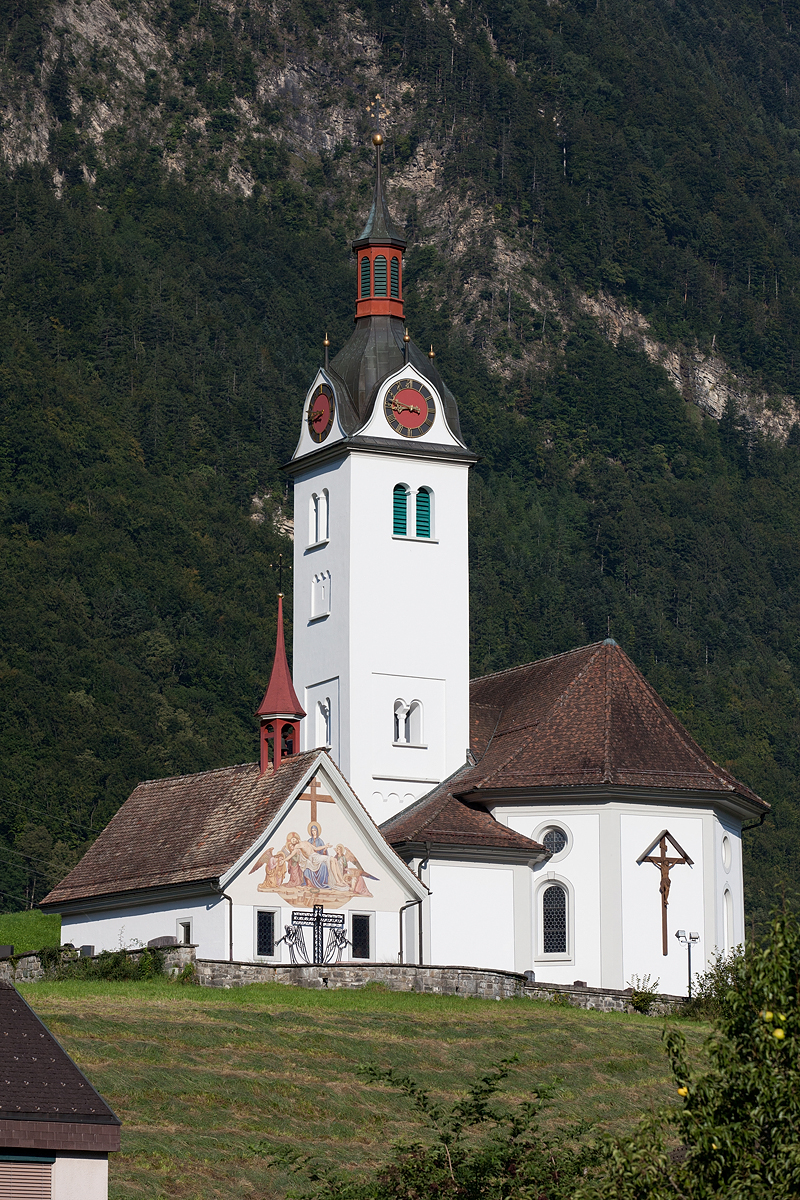
La chiesa di Sant'Andrea

- Chiesa parrocchiale cattolica di Sant'Andrea, eretta nell'XI-XII secolo[1].

## Società

### Evoluzione demografica
L'evoluzione demografica è riportata nella seguente tabella:
Abitanti censiti

### Etnie e minoranze straniere
Al censimento del 2000 il 97,43% dei cittadini è risultato di nazionalità svizzera. La maggior parte di immigrati proviene da Portogallo, Italia, Paesi della ex Jugoslavia e Sri Lanka.

### Lingue e dialetti
La popolazione locale parla lo svizzero tedesco, una dialetto alemanno. La lingua ufficiale è tuttavia il tedesco. Al censimento del 2000 è risultato che il 96,64% della popolazione parlava il tedesco come lingua madre, lo 0,64% serbo-croato e lo 0,47% l'olandese.

### Religione
Originariamente la popolazione era di religione cattolica. Al censimento del 2000 è risultato che il 93,07% degli abitanti erano di religione cattolica, il 3,30% evangeliche, lo 0,87% ortodossi, lo 0,87% ateo e lo 0,54% non indicava nessuna religione.

## Economia
Nel 2005 erano attive 44 aziende agricole che davano lavoro a 102 persone. Le dieci industrie davano lavoro a 80 persone mentre le 19 attività commerciali lo davano a 153 persone.

## Amministrazione
Ogni famiglia originaria del luogo fa parte del cosiddetto comune patriziale e ha la responsabilità della manutenzione di ogni bene ricadente all'interno dei confini del comune.